# 유수 공식
수론에서 유수 공식(類數公式, 영어: class number formula)은 수체의 데데킨트 제타 함수의 극점의 유수에 대한 공식이다. 제타 함수 극점의 차수는 여러 수론적 불변량과 관련되어 있다. 이 공식의 이름에서의 ‘유수’는 복소해석학의 유수(留數, 영어: residue)가 아니라 수론의 유수(類數, 영어: class number)이다.

## 정의
수체 {\displaystyle K}가 주어졌다고 하자. 그렇다면 수체의 다음과 같은 데이터를 정의할 수 있다.
- 유리수체의 확대로서의 차수 {\displaystyle [K:\mathbb {Q} ]=r_{1}+2r_{2}}
  - {\displaystyle r_{1}}은 {\displaystyle K}의 실수 매장의 수이고, {\displaystyle r_{2}}는 복소 매장의 수이다.
- {\displaystyle h_{K}}는 {\displaystyle K}의 유수(아이디얼 유군의 크기)이다.
- {\displaystyle R_{K}}는 {\displaystyle K}의 정칙자(regulator)이다.
- {\displaystyle g_{K}}는 {\displaystyle K}가 포함하는 1의 거듭제곱근의 수이다.
- {\displaystyle \Delta _{K}}는 {\displaystyle K}의 판별식이다.

그렇다면 {\displaystyle K}의 데데킨트 제타 함수 {\displaystyle \zeta _{k}(s)}는 (해석적 연속을 통해 정의하면) 복소평면에서 유리형 함수이며, {\displaystyle s=1}에서 단 하나의 극점을 가진다. 극점의 유수는 다음과 같은 유수 공식에 의해 주어진다.
{\displaystyle \lim _{s\to 1}(s-1)\zeta _{K}(s)={\frac {2^{r_{1}}(2\pi )^{r_{2}}h_{K}R_{K}}{g_{K}{\sqrt {|\Delta _{K}|}}}}}

## 참고 문헌
- Neukirch, Jürgen (1999). 《Algebraic number theory》. Grundlehren der mathematischen Wissenschaften (영어) 322. Norbert Schappacher 역. Springer. doi:10.1007/978-3-662-03983-0. ISBN 978-3-540-65399-8. ISSN 0072-7830. MR 1697859. Zbl 0956.11021.